# Speckgraben bei Mainflingen
Das Naturschutzgebiet Speckgraben bei Mainflingen (NSG-Kennung 1438031) liegt im Ostkreis des hessischen Landkreises Offenbach. Es umfasst 31,72 Hektar Wald- und Seenfläche im Stadtgebiet von Mainhausen.

## Gebietsbeschreibung
Das Naturschutzgebiet liegt südlich von Mainflingen in einem Dreieck zwischen dem Ortsteil Mainflingen im Norden, der Bundesstraße 469 und der Landesstraße 2310 im Süden.

## Schutzzweck
Zweck der Unterschutzstellung ist es, Feuchtgebiete und Bruchwald-Gesellschaften in einer alten Mainschlinge zu erhalten und ihre natürliche Anbindung an den Main zu sichern. Insbesondere gilt es, seltene und in ihrem Bestand gefährdete Großseggenriede und einen großen zusammenhängenden Torfmoos-Birken-Erlen-Bruchwald mit ihrer Tierwelt und zahlreichen gefährdeten Arten zu erhalten.